# Sauris pallidipalpis
Sauris pallidipalpis là một loài bướm đêm trong họ Geometridae.